# Molibdat de calci
El molibdat de calci és un compost inorgànic, del grup de les sals, que està constituït per anions molibdat {\displaystyle {\ce {MoO4^{2-}}}} i cations calci (2+) {\displaystyle {\ce {Ca^{2+}}}}, la qual fórmula química és {\displaystyle {\ce {CaMoO4}}}.

## Propietats
El molibdat de calci es presenta en forma de cristalls blancs que cristal·litzen en el sistema tetragonal. El seu punt de fusió és de 1445 °C - 1520 °C i densitat 4,28 g/cm³. A la natura es troba formant el mineral powel·lita.

## Preparació
El molibdat de calci es pot obtenir escalfant una mescla d'òxid de calci {\displaystyle {\ce {CaO}}} i òxid de molibdè(VI) {\displaystyle {\ce {MoO3}}} segons la reacció:
{\displaystyle {\ce {CaO + MoO3 -> CaMoO4}}}
També pot preparar-se a partir d'una dissolució de molibdat de sodi {\displaystyle {\ce {Na2MoO4}}} addicionant-li clorur de calci {\displaystyle {\ce {CaCl2}}}:
{\displaystyle {\ce {Na2MoO4(aq) + CaCl2(s) -> CaMoO4(s) + 2NaCl(aq)}}}